# 龙禹贤
龙禹贤（1931年—2001年），曾用名汝贤，男，湖南醴陵人，中华人民共和国政治人物，曾任湖南省政协副主席，中共湖南省委统战部部长，湖南省社会主义学院院长，第八届全国政协委员。